# 老人学研究组织
老人学研究组织（Gerontology Research Group，GRG）是一个由全球各個领域的研究人员组成的小组，负责核实和跟踪超级百岁老人，這些老人名列獲驗證的最長壽者名单中，年齡基本上要達到110岁。该小组还开展老年学研究，目的是减缓和逆转衰老。

## 外部鏈接
- 官方网站
- 在世超級人瑞列表 - 老人医学研究组织